# Пако Леон
Пако Леон (на испански: Paco León) е испански актьор, продуцент и режисьор. Играе предимно комедийни роли. Най-известен е с ролята си на Луисма в сериала „Аида“. За тази си роля получава няколко награди за най-добър телевизионен актьор.

## Ранен живот
Роден е на 4 октомври 1974 в Севиля. Брат е на актрисата Мария Леон. Те са деца на актрисата Кармина Бариос.

## Кариера
Първата му телевизионна изява е през 1999 г. в сериала на Canal Sur „Въздушни замъци“ (Castillos en el aire). Участва и в широко известното за времето си телевизионно шоу „Хомо сапинг“ (Homo zapping), където имитира известни личности от телевизионния бранш в Испания.
Взима участие и в няколко епизода на сериала „Седем живота“ (7 vidas) в различни роли. Сериалът се излъчва в България през 2010 г. по телевизия bTV. Там се запознава и с актрисата Кармен Мачи, с която впоследствие работи дълги години в „Аида“. За ролята на Луисма получава редица награди, сред които наградата за най-добър актьор на Испанската телевизионна академия и тази на Съюза на артистите.
Участва и в други телевизионни сериали като „Акари“ (Ácaros), също така се извява като комик в театрално шоу със свои колеги.
Известен е филмът му „Средиземноморска диета“ (Dieta mediterránea), пожънал голям успех на Берлинския международен кинофестивал и в който си партнира с Оливия Молина и Алфонсо Басааве.
През 2012 г. прави режисьорския си дебют с комедията „Кармина избухва“ (Carmina o revienta), вдъхновена от живота и личността на майка му, Кармина Бариос. Тя прави актьорския си дебют в главната роля. В лентата взима участие и сестра му, Мария Леон, с която получават номинация за Награда Гоя за режисура.
През 2014 г. излиза и продължението „Кармина и амин“ (Carmina y amén). През 2016 се извява като режисьор и актьор едновременно в комедията „Кики – любовта е такава“ (Kiki, el amor se hace) и взема участие във филма „Бременни“ (Embarazados) заедно с Александра Хименес и Кара Елехалде.

## Личен живот
Леон е открито бисексуален. Женен е за Ана Родригез. Семейството има една дъщеря.

## Филми
- Amar y morir en Sevilla (2001).
- Asalto informático (2002)
- La vida mancha (2003)
- Recambios (2004).
- Reinas (2005) – Narciso.
- La dama boba (2006)
- Los Managers (2006).
- Sexykiller, morirás por ella (2008).
- Dieta mediterránea (2009).
- No lo llames amor, llámalo X (2011).
- Carmina o Revienta(2012).
- 3 bodas de más (2013)
- Carmina y amén (2014)
- Kiki, el amor se hace (2016)
- Embarazados (2016)